# 紀律
纪律是管理人員以及上級為规范一群人以及下級的行為而制定的書面或者口頭上的約束。另外自己可以主動約束自己，此類情況下就是自律。